# スチューベン・カウンティ (戦車揚陸艦)
スチューベン・カウンティ (USS Steuben County, LST-1138) は、アメリカ海軍の戦車揚陸艦。LST-542級戦車揚陸艦の1隻。艦名はインディアナ州およびニューヨーク州のスチューベン郡に因む。

## 艦歴
LST-1138は1945年1月6日にイリノイ州セネカのシカゴ・ブリッジ・アンド・アイアン・カンパニーで起工した。1945年4月5日にハッティ・R・フォックス夫人によって進水、4月24日に就役した。
完成が遅かったため本格的な戦闘には参加できず、LST-1138は極東での占領任務に1946年1月まで従事した。戦後任務を終えると、LST-1138は朝鮮戦争に従軍、以下の作戦に参加した。
- 仁川上陸作戦（1950年）[1]
- 捕虜交換（1953年）

LST-1138は朝鮮戦争の戦功で5個の従軍星章を受章した。太平洋を横断する様々な任務の中で、北はアラスカ州のバローから、南はマーシャル諸島のタカ環礁まで様々な場所を訪れた。
1955年7月1日、LST-1138はスチューベン・カウンティと命名された。スチューベン・カウンティは1961年2月1日に除籍され、8月11日にオレゴン州ポートランドのジデル・エクスプローションズに売却された。ジデル社は退役軍艦の鋼材を利用して艀を建造しており、スチューベン・カウンティも解体されその鋼材を使用された。

## 参照
- “Zidell Marine Corporation: Our Story”.   Zidell Marine Corporation. 2010年10月15日閲覧。
- “LST-1138”. Dictionary of American Naval Fighting Ships.  Washington Navy Yard, Washington D.C.:  Department of the Navy -- Naval Historical Center. 2009年5月15日閲覧。
- “Veterans' Memoirs, Edwin Anthony DeDeaux”. Korean War Educator.  Tuscola, IL:  Lynnita Jean Brown. 2009年5月15日閲覧。
- “Unofficial  Log of operations of the LST 1138  from July 1950 to 1954”. lst1138.org.   C.D. Pardee. 2009年5月15日閲覧。